# César Silvera
César Silvera, vollständiger Name César Fernando Silvera Fontela, (* 6. Mai 1971 in Montevideo) ist ein ehemaliger uruguayischer Fußballspieler.

## Karriere

### Vereine
Der 1,74 Meter große Mittelfeldakteur Silvera gehörte zu Beginn seiner Karriere von 1990 bis Mitte 1991 der Mannschaft von  Peñarol Montevideo an. Anschließend war er bis zur Jahresmitte 1994 beim FC Lugano in der Schweiz aktiv und absolvierte dort in der Saison 1991/92 acht Ligaspiele, bei denen er einen Treffer erzielte. Es folgte ein Jahr in Reihen von Ferro Carril Oeste. Für die Argentinier bestritt er 20 Spiele in der Primera División und schoss zwei Tore. In der Spielzeit 1995/96 wird er im Kader des FC Villarreal geführt. In den letzten sechs Monaten des Jahres 2006 war der Club Olimpia sein Arbeitgeber. 1997 spielte er für Unión Española und wurde in einer Ligapartie (kein Tor) eingesetzt.  Anfang 2008 schloss er sich für zwei Jahre dem Tacuary Football Club an. In der ersten Jahreshälfte 2000 ist eine Karrierestation bei Villa Española für ihn notiert. Von dort wechselte er im Juli 2000 zu Maccabi Herzlia. Das Engagement bei den Israelis währte bis Ende 2002. Sodann schloss er im Januar 2003 sich in Brasilien GE Brasil Pelotas an. Anfang November 2004 verpflichtete ihn kurzzeitig der polnische Klub Pogoń Stettin, bei dem er bis Jahresende in zwei Ligabegegnungen auflief und einen Treffer erzielte. Nach einer Zeitphase, in der für ihn kein Verein geführt wird, gehörte er von Ende Januar 2006 bis Ende April 2006 nochmals der Mannschaft von GE Brasil Pelotas an.

### Nationalmannschaft
Silvera debütierte am 5. Mai 1991 bei der 0:1-Auswärtsniederlage im Freundschaftsländerspiel gegen das US-amerikanische Nationalteam in der uruguayischen A-Nationalmannschaft, als er von Trainer Pedro Ramón Cubilla in die Startelf beordert wurde. In der Folgezeit absolvierte er insgesamt sechs Länderspiele, bei denen ihm ein persönlicher Torerfolg allerdings nicht gelang. Sein letzter Länderspieleinsatz in der „Celeste“ datiert vom 20. Juni 1991, als er unter Nationaltrainer Luis Alberto Cubilla beim 0:0-Unentschieden gegen die Auswahl Perus auflief.